# Paul Renner

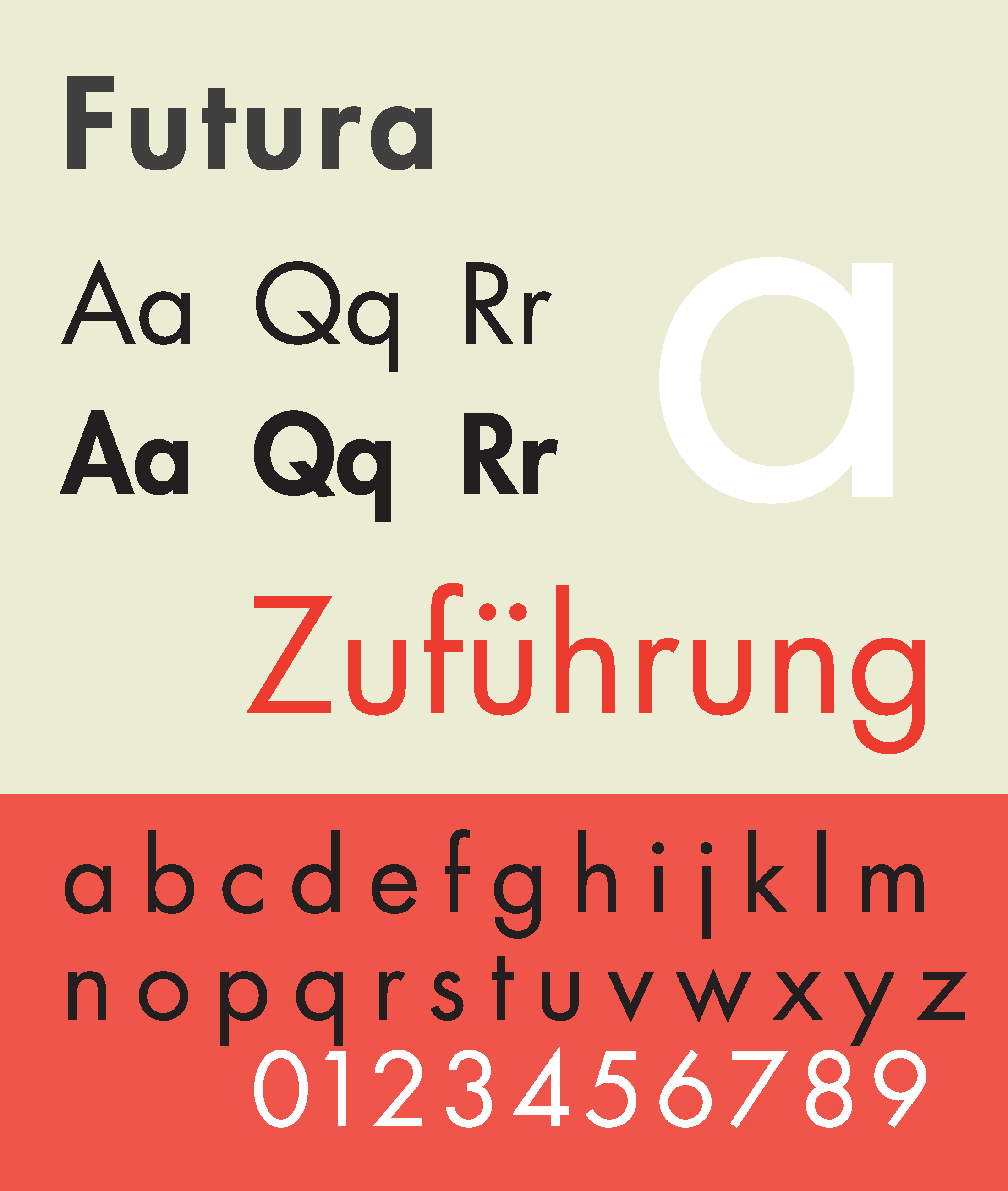
Futura

Paul Renner (Wernigerode, 9 de Agosto de 1878 - Hödingen, 25 de Abril de 1956), criador da fonte tipográfica Futura, espelho do estilo da Bauhaus. 
Paul Renner foi um importante teórico da época, seguindo a máxima "a forma segue a função", apesar de nunca ter sido afiliado diretamente com o movimento. Foi diretor da Escola de Impressão de Munique e co-fundador da Meisterschule für Deutschlands Buchdrucker (escola para impressores alemã).
Perseguído pelos nazistas (os seus estudos tipográficos e criações funcionalistas foram considerados subversivos e Renner foi tachado de "Bolchevique Cultural") foi condenado a nunca mais conseguir um emprego regulamentado na Alemanha. Apesar disso, não deixou o país até sua morte em 1956.
Os seus originais estão na Fundicion Tipografica Neufville, em Barcelona.